# Ромер, Фридрих
Фридрих Ромер (нем. Friedrich Rohmer; 21 февраля 1814, Вайсенбург (Бавария), — 11 ноября 1856, Мюнхен) — немецко-швейцарский философ
 и политик.
По происхождению баварец.
Начал научную работу книгой по философии: «Anfang u. Ende der Speculation» (Мюнхен, 1835). В 1841 году он для поправления здоровья переехал в Цюрих; там он выступил публицистом и оратором (вместе с Иоганном Блунчли) либерально-консервативной партии (1842), игравшей в Цюрихе и вообще в Швейцарии довольно крупную роль. Позднее он написал две брошюры против клерикализма: «Meinungsäusserung gegen den Ultramontanismus» и «Denkschrift über den Einfluss der ultramontanen Partei in Bayern» (1846; 2 изд., Штутгарт, 1847) и «Bayern und die Reaction. Für deutsche Freiheit und bayerische Ehre» (1850). Гораздо большее значение имеют те труды, которые писал не сам Ромер, а его младший брат Теодор (умер в 1856 году), признававший, однако, их истинным автором и вдохновителем Фридриха Ромера. Таковы: «Deutschlands Beruf in der Gegenwart und Zukunft» (Цюрих, 1841), в котором в апокалипсическом тоне предсказывается блестящее развитие Германии, как носительницы четвёртого типа развития (протестантское братство церкви и государства, после древнеримского всемогущества государства, католического всемогущества церкви и арабско-магометанского слияния церкви и государства), «Der vierte Stand und die Monarchie» (1848) — защита конституционных прав буржуазии и совет монархам заботиться о благе низших классов народа, «Kritik des Gottesbegriffs in den gegenwärtigen Weltansichten» (Нёрдлинген, 1856), «Gott und seine Schöpfung» (посмертно, Нёрдлинген, 1857), «Der natürliche Weg des Menschen zu Gott» (посмертно, Нердлинген, 1857) и в особенности замечательная попытка психологического обоснования партийных различий: «Friedrich Rohmer. Lehre von den politischen Parteien, durch Theodor Rohmer» (Цюрих, 1844) — попытка, нашедшая в Блунчли («Die Politik», Штутгарт, 1876) горячего апологета и популяризатора, но вызвавшая и серьёзные возражения.